# Wiggle
Wiggle Ltd är ett brittiskt e-handelsföretag som säljer sportartiklar. Det har sin bas i Portsmouth, Storbritannien.

## Historia
Wiggle började sin resa som Butlers Cycles, en självständig cykelbutik i Portsmouth som varit verksam sedan 1920. År 1999 skapade Mitch Dall och Harvey Jones ett eget företag för onlineförsäljningen, Wiggle Ltd, med ett kapitalutlägg på GBP 2 000. I juli 2006 förvärvade riskkapitalbolaget ISIS Equity Partners samt Wiggles styrelse 42 procent av företaget med GBP 12,3 miljoner i återfinansiering från ISIS. År 2009 sålde Dall sin andel på 26 procent i företaget till den ISIS-styrda uppköpsgruppen. ISIS äger även Fisher Outdoor Leisure, en brittisk cykelgrossist som specialiserat sig på cykelkomponenter.
Humphrey Cobbold blev verkställande direktör för företaget 2009 och Andrew Bond, tidigare vd för Asda, anslöt sig till styrelsen, samtidigt som årsomsättningen nådde GBP 55 miljoner. År 2011 låg årsinkomsten på GBP 86 miljoner och ISIS övervägde att ta företaget till börsen. Då hade Wiggle ett estimerat värde på GBP 200 miljoner med en vinst som stigit från GBP 7,1 miljoner till GBP 10,2 miljoner på ett år samt en ökad internationell försäljning på 123 procent.
I december 2011 såldes företaget till Bridgepoint Capital för GBP 180 miljoner.
Från 2011 hade företaget över 600 000 kunder och hälften av försäljningen på GBP 86 miljoner kom från utlandet.

## Produkter
För tillfället säljer Wiggle sportmärken såsom Cinelli, Shimano, Garmin, Mavic och Colnago, liksom sina egna märken, Verenti (cyklar), Eastway (cyklar), Lifeline (verktyg) och dhb (sportkläder).